# В'язове (Харківський район)
В'язове́ — село в Україні, у Харківському районі Харківської області. Населення становить 31 особу. Село підпорядковується — Солоницівській селищній громаді.

## Географія
Село В'язове знаходиться у верхів'ях балки В'язів Яр, по якій протікає пересихаючий струмок з кількома загатами. На відстані 1,5 км розташоване село Горіхове, за 3,5 км — село Протопопівка. Село оточене великим лісовим масивом (дуб, осика).

## Населення
За даними всеукраїнського перепису населення 2001 року у селі мешкало 772 особи.
Мовний склад
Розподіл населення за рідною мовою за даними перепису 2001 року був наступним:
| українська | 26 | 99,84 |
| російська  | 5  | 0,16  |